# Oeciotypa hendeli
Oeciotypa hendeli är en tvåvingeart som beskrevs av Lindner 1957. Oeciotypa hendeli ingår i släktet Oeciotypa och familjen bredmunsflugor. Inga underarter finns listade i Catalogue of Life.